# Dicranomyia (Idiopyga) alpina
Dicranomyia (Idiopyga) alpina is een tweevleugelige uit de familie steltmuggen (Limoniidae). De soort komt voor in het Palearctisch gebied.